# Jean-Baptiste Pillement

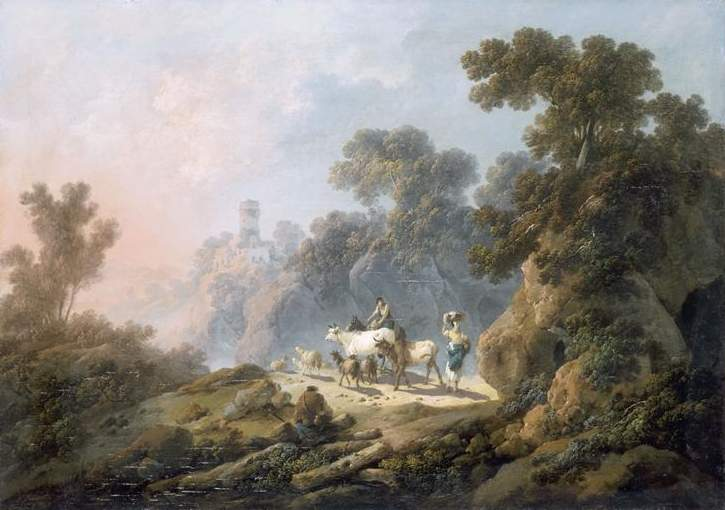
Paysage avec troupeau (im Louvre)

Jean-Baptiste Pillement (* 24. Mai 1728 in Lyon; † 26. April 1808 ebenda) war ein französischer Maler und Grafiker. Er war beinahe überall in Europa tätig und trug damit zur Verbreitung des „goût hollandais“, der französischen Interpretation niederländischer Malerei bei.
Sein Œuvre besteht größtenteils aus Landschaften, obwohl er sich auch als Dekorateur betätigte. Die meisten Landschaften sind in den 1780er-Jahren entstanden, als Pillement auch die Marinemalerei für sich entdeckte. Etliche Werke dieser Zeit sind Pastellzeichnungen, derentwegen Pillement als der bedeutendste in dieser Technik schaffende Landschafter des 18. Jahrhunderts zu gelten habe. Seine Landschaften sind erfüllt vom Artifiziellen und Kunstvollen, von einer phantasievollen, in gewissem Grad von individueller Erscheinung abstrahierenden Darstellungsform der Natur erfüllt sind. Anderseits wusste Pillement sehr sensibel und differenziert Licht, atmosphärische Effekte und Stimmungsvaleurs einzufangen.
Pillement machte auf seinen zahlreichen Reisen Skizzen von ganzen Aussichten und einzelnen Motiven, die er mehr oder weniger abgewandelt in seinen Gemälden aufgriff. Viele dieser Zeichnungen wurden als Stichmappen veröffentlicht, wobei ihre Titel anzeigen, dass sie als eine Art Motivschatz und Vorlagensammlung gedacht waren: „Recueil de vues de rochers de mer“, „Recueil de differentes conversations champêtres“ oder „Livre de different vues de fermes d’Angleterre“. Ab 1767 veröffentlichte Pillement einen fünfbändigen Stichwerk-Katalog unter dem Titel „Oeuvre de Jean Pillement, peintre et dessinateur célèbre“.

## Leben
Jean Pillement war zunächst in Beauvais und Paris, dann 1745–50 in Madrid und Lissabon tätig, von dort siedelte er für mehrere Jahre nach London, wo er vor allem als Grafiker tätig war. 1763 reiste er nach Italien und Wien, wo ihm eine Anstellung an der kürzlich gegründeten Akademie in St. Petersburg angetragen wurde. Von Wien aus begab sich Pillement 1765 an den Hof des polnischen Königs in Warschau. Nach zweijährigem Aufenthalt kehrte er 1767 nach Frankreich zurück, besuchte jedoch wiederholt London und unternahm auch Reisen nach Holland, Deutschland und in die Schweiz. Schließlich arbeitete er 1785–89 erneut in Portugal und Spanien, um zuletzt die Revolutionszeit in der französischen Provinz vorübergehen zu lassen und nach 1800 in seiner Geburtsstadt die letzten Lebensjahre zu verbringen.

### Anfänge in Beauvais und erster Portugalaufenthalt
Pillement kam als Fünfzehnjähriger 1743 in die Manufacture de Beauvais, einer Tapisserie-Manufaktur, die im Unterschied zur für das Königshaus tätigen Manufacture de Gobelins in Paris private Aufträge bediente. Beide wurden zu dieser Zeit von Jean-Baptiste Oudry geleitet, der dort einen malerischen Stil etablierte, den die Lehrlinge – darunter Pillement – in einer an die Malerausbildung angelehnten Unterweisung in Komposition, Perspektive und Farbanwendung vermittelt bekamen.
Nach nur zwei Jahren in Beauvais brach Pillement 1745 nach Spanien und Lissabon auf, wo er bis 1750 blieb. Schon in dieser Zeit widmete er sich seinen Lieblingsmotiven: etwa einer zwischen Felsblöcken roh gezimmerten Holzbrücke, über Felsen in flächigen Kaskaden stürzenden Gewässern, Schäfern und ihren Tieren in einer friedvollen und lichten Landschaft.

### Grafikerkarriere in England
Als Pillement 1750 nach England übersiedelte, siedelte er ins Zentrum der europäischen Druckgrafikproduktion. Neben zahlreichen selbständigen Produktionen lieferte er auch Illustrationsvorlagen, beispielsweise für Robert Sayer's The Ladies' Amusement. Die Drucke nach Pillement trafen anscheinend den Geschmack des englischen Publikums, denn sie wurden mehrfach herausgegeben, so etwa die 1759–60 neu aufgelegte Jahreszeitenserie von 1757, wobei ein Teil mit französischer Beschriftung gedruckt wurde, um sie in Paris anzubieten. In der Folgezeit bereiste Pillement England und Holland, denn er gab 1759 eine Sechser-Serie unter dem Titel „Livre de Diférente [sic] Vüe de Ferme d’Angleterre“ heraus. Und von der Hollandreise zeugen die „Quatre Vues des Environs de Flessingue“.
Der Aufenthalt Pillements in England scheint sehr erfolgreich gewesen zu sein: er stellte in dieser Zeit zweimal – 1760 und 1761 – Landschaften bei der Society of Artists aus und war zwischenzeitlich für den bekannten Schauspieler David Garrick tätig, der schon 1755 ein Landhaus an der Themse in der Nähe von Hampton gekauft hatte. Pillement lieferte Gemälde für den repräsentativen Salon, das große Treppenhaus und ein kleineres Zimmer, das mit fünfzehn, in die Wandvertäfelung versenkten Landschaften Pillements geschmückt wurde. Auch später unterhielt Pillement Kontakte nach England, stellte mehrfach bei der Society of Artists und der Free Society aus und organisierte 1774 in London eine große Versteigerung eigener Werke. In London veröffentlichte Pillement ein Werk über die chinesischen Zeichnungen.

### Tätigkeit am österreichischen und polnischen Hof
Von England aus reiste er zunächst nach Italien und nach sehr kurzem Aufenthalt nach Wien. Dort schuf er 1763–65 für Maria Theresias Blauen Hof in Laxenburg 18 monochrome Landschaftspastelle, von den heute acht erhalten sind. 1765 dekorierte er im Auftrag Maria Theresias den ovalen Festsaal in Schloss Niederweiden mit illusionistischer Wandmalerei mit orientalisch-exotischen Sujets.
Obwohl Pillement während seines Aufenthalts in Wien ein Posten als Direktor der kürzlich gegründeten Akademie in St. Petersburg angetragen wurde, bevorzugte er es, 1765 an den Hof des polnischen Königs Stanislaus August Poniatowski zu reisen. Dieser wurde zum größten Sammler Pillements, denn er soll 16 Gemälde, 30 Zeichnungen und über hundert Stiche von ihm besessen und sogar selbst katalogisiert haben. Poniatowski verlieh dem Künstler den Titel eines „Premier peintre du Roy de Pologne“ und auch unter dem Landesadel waren Pillements Werke beliebt.
Während seines Polenaufenthalts bereiste Pillement anscheinend das Land, was Zeichnungen aus der Gegend von Danzig und von den Pomerellen belegen. Allerdings zeigen diese Zeichnungen keine eigentümlich polnischen Motive und können nur dank der Beschriftungen dorthin verortet werden.

### Tätigkeit in Paris und zweiter Portugalaufenthalt
Nach seiner Rückkehr aus Polen versuchte er sich in Paris zu etablieren und stellte mehrfach aus. Allerdings brachten diese Aktivitäten nur einen offiziellen Auftrag ein: drei Werke für das Petit Trianon Marie-Antoinettes, die ihn 1778 zu ihrem persönlichen Maler ernannte.
Zu Beginn der 1780er-Jahre bereiste Pillement die Schweiz, wie es zu dieser Zeit im Gefolge Rousseaus „Nouvelle Heloise“ Mode war. Davon zeugen zwei Zeichnungen von 1781 aus Pillements Skizzenbuch, die mit „fait à Basle“ beschriftet sind.
Nachdem Pillement von Paris erneut nach Lissabon übersiedelte, erscheint in seinen Landschaften der 1780er-Jahre regelmäßig ein schartiger, meist polygonaler, gelegentlich auch runder, weiß-braun gemauerter Turm. Das schwere Erdbeben von 1755 machte Wiederaufbauarbeiten notwendig, die vielen Künstlern Aufträge und Beschäftigung bescherten: Pillement arbeitete in Queluz (Sintra) und für den niederländischen Botschafter und Kunstsammler Jan Gildemeester.
Als der Künstler Portugal 1786 zunächst Richtung des spanischen Cadiz verließ, ließ er zahlreiche Werke in verschiedenen Sammlungen portugiesischer Kunstliebhaber zurück: darunter waren der englischstämmige Kaufmann Joao Allen und der Beichtvater Dom Pedros III., José Maria Moyne. Diese Gemälde wirkten auch in Abwesenheit des Urhebers weiterhin auf die Entwicklung der einheimischen Landschaftsmalerei, zu Pillements bekanntesten portugiesischen Nachfolgern gehört Francisco Vieira, Luis Paret y Alcazar und Joaquim Marques.

### Letzte Lebensjahre in Lyon
1789, im Jahr der Revolution, kehrte Pillement aus Spanien nach Frankreich zurück und ließ sich im Haus seiner Schwester in Pézenas nieder. Seine allerletzten Jahre nach 1800 verbrachte er dann in seiner Geburtsstadt Lyon, wohin er nach der Wiedereröffnung der dortigen Grande Fabrique – eine Seidentuchfabrik – an die zugehörige École des Beaux-Arts berufen wurde.

## Ausstellungen
Paris
1776, 1777, 1782, 1783
London
1773, 1779, 1780, 1783

## Bedeutende Gemälde in öffentlichen Sammlungen
- Landschaft mit Schäferinnen und Vieh (um 1782-1785), Louvre, Paris
- Schiffswrack im Sturm (1782), Metropolitan Museum of Art, New York
- Marktszene vor orientalischem Hafen (1780), J. Paul Getty Museum, Los Angeles
- Landschaft mit Wanderern und Ruine, Fine Arts Museums of San Francisco
- Schiffbrüchige erreichen die Küste (nach 1793), Museo del Prado, Madrid
- Landschaft mit der Ruine der Aqua Julia in Rom (1765/1767), Nationalmuseum Warschau
- Landschaft mit Waschfrauen (1792), Musée des Beaux-Arts de Bordeaux
- Gebirgslandschaft mit Schäfern vor Wasserfällen (1780), Wallraf-Richartz-Museum, Köln

## Primärliteratur
- A New Book of Chinese Ornaments / Jean-Baptiste Pillement (1755)
- Recueil des Tentes chinoises. - Paris : Levier, 1770
- Différentes Figures Chinoises. - London, 1758
- Livre de Chinois. - London, 1758
- Les Cinq Sens Chinoises de Nature - London, 1759
- Petits ornements choisis. - London
- Families Chinoises. - London, 1759
- Scènes Chinoises. - London, 1759

## Sekundärliteratur
- Jean Pillement / Georges Pillement (1945)
- Smith-Gordon, Maria. - Pillement / Maria Gordon-Smith. - , 2004
- Jean Pillement : paysagiste du XVIIIe siècle, 1728-1808 : dans le cadre du centenaire de l'installation du Musée des beaux- arts dans l'Hôtel Fabrégat, 1903-2003 : [catalogue de l'exposition] du 18 octobre au 21 décembre 2003, Musée des beaux-arts de Béziers, Hôtel Fabrégat. - Béziers : Musée des Beaux Arts, 2003
- Gruber, A. (1992) The History of Decorative Arts, Classicism and the Baroque in Europe, p. 249.
- Jean Pillement at the court of king Stanisław August of Poland (1765 - 1767) / Gordon-Smith, Maria
- English engravings of picturesque views after Jean Pillement (1728 - 1808) / Gordon-Smith, Maria
- Jean Pillement at the imperial court of Maria Theresa and Francis I in Vienna (1763 to 1765) / Gordon-Smith, Maria
- The influence of Jean Pillement on french and English decorative arts : part one / Gordon-Smith, Maria
- The influence of Jean Pillement on French and English decorative arts : part two ; representative fields of influence / Gordon-Smith, Maria
- Jean Pillement, 1728 - 1808 et le paysagisme au Portugal au XVIIIème siècle / Fundação Ricardo do Espírito Santo Silva
- I fiori del Catai : introduzione alla figura e all'opera grafica di Jean-Baptiste Pillement e i suoi rapporti con la contemporanea produzione di tessuti d'arte in Europa / Cionini, Nicola
- Mitchell, Peter: Jean Pillement Revauled, in: Apollo 107 (1983), S. 46–49